# ران اسکارین
ران اسکارین (انگلیسی: Ron Skarin؛ زادهٔ ۹ نوامبر ۱۹۵۱) دوچرخه‌سوار اهل ایالات متحده آمریکا است. وی در بازی‌های المپیک تابستانی ۱۹۷۲ و ۱۹۷۶ شرکت کرده است.